# 偕楽園 (札幌市)
偕楽園（かいらくえん）は、かつて北海道札幌市に存在した公園。札幌最古の都市公園である。日本にはさらに古い由来を持つ公園も多くあるが、それは旧来の名勝名跡を「公園」と改めたものであり、意図して無から造成した都市公園としては、この偕楽園が日本最古となる。
跡地は都市緑地「偕楽園緑地」として整備されている。

## 歴史
1871年（明治4年）、開拓使の判官岩村通俊によって偕楽園は開かれた。当時の札幌は北6条を北端としており、そのさらに北にある偕楽園一帯は「郊外」であった。あたりは原生林に覆われ、アイヌ語で「野の傍の泉池」を意味する湧水池「ヌㇷ゚・サㇺ・メㇺ (Nup-sam-mem)」が豊富な水を湧き出させ、サクシュコトニ川ほかいくつもの小河川が流れていた。命名者は薄井龍之で、日本三名園の一角たる水戸の偕楽園に範を求めたといわれる。さらにさかのぼると、『孟子』の「古の人は民と偕（とも）に楽しむ」という一節に由来する名称である。
偕楽園の機能は、公園という言葉から連想される「憩いの場」よりも、むしろ産業振興に重きを置いており、各種の施設が造成されていた。
1880年（明治13年）には貴賓接待所として清華亭が建設され、翌1881年（明治14年）には明治天皇の巡幸を迎えた。
しかしその後、この地に集約されていた各種施設は札幌の発展とともに分散していった。1887年（明治20年）以降、中島公園が本格的に整備されると、対照的に偕楽園の影は薄くなっていった。南側に幌内鉄道が開通し、市街化の北への広がりを遮断してしまったのも、衰退に拍車をかけた。
1898年（明治31年）、清華亭を含む一帯は対馬嘉三郎へと払い下げられ、偕楽園は公園ではなく私有地と化した。翌1899年（明治32年）、斉藤いくが池畔の博物所を改装して料亭「偕楽亭」を開き、清華亭は集会場となった。斉藤は数年後に南3条西4丁目の「幾代庵」へと本拠を移して大いに儲けたが、支店となった清華亭と偕楽亭からは客が去り、そのうちに店じまいした。さらには地主の対馬が明治の末に東京へと去るにあたり、偕楽亭は一介の借家となった。
札幌の人口が急速に増えていく中、偕楽園は子供たちの遊び場となっていたが、大正期になると宅地化の波が押し寄せてきた。そこに資産家たちが狭い路地に「偕楽園廉売市場」を設けて賃貸したことで、ますます人家が密集することになった。
かつては鮭が遡ったサクシュコトニ川も流れ込む生活排水によって汚濁したが、1950年（昭和25年）ごろまでは水源のひとつである「ヌㇷ゚・サㇺ・メㇺ」は涸れておらず、有志によって「井頭竜神」の祠が建てられた。ところがその翌年、都市開発の影響によって一帯すべての水脈が涸れ、そのまま回復することはなかった。それでもささやかな水神信仰までは絶えず、1953年（昭和28年）9月には立派な祠堂が造営されている。
やがて濁った水をたたえていた池も自然に埋まり、その跡地は「琴似サクシ広場」と呼ばれるようになった。1979年（昭和54年）、一帯は整備されて「かいらくえん公園」となり、水神祠もその隅に移された。そして2002年（平成14年）、この地は「偕楽園緑地」として改めて公示がなされた。

## 施設
偕楽園の内外にはさまざまな勧業施設があった。
試験場
1871年（明治4年）、園に隣接する3600坪の土地に「蔬菜果樹栽培試験場」が開設された。
1877年（明治10年）にはぶどう園が開かれた。当初は「御手作場」と呼ばれたが、「偕楽園試験場」と称されることもあった。
総面積は拡大を続け、最終的には40万坪以上にまで達した。
育種場
1878年（明治11年）、試験場の一部の13万3000坪をもって、各種農作物の栽培を行う植物園が設けられた。
競馬場
馬産奨励のため、当時は競馬が官業として行われており、育種場内には楕円形の競馬場も設けられていた。
1887年（明治20年）、中島公園に移設された。
博物所
1872年（明治5年）、物産奨励のため北海道の動植物や鉱物を展示する小屋が設けられた。
1878年（明治11年）、増改築を受けて仮博物場となった。
北海道大学博物館の前身で、のちに北海道大学植物園に移設された。
製物場
1878年（明治11年）に設置された、北海道初の工業試験場。
馬そりや荷馬車などを製作して陸上輸送の発展に貢献したが、トウモロコシ稈製糖や馬鈴薯澱粉の製造など、後代ではあまり見られないような試験も行われていた。
生徒館
農学校とは別に農業技術を伝習させるため地方から呼び寄せた青年たちの寄宿舎か、あるいは職夫舎であったと思われる。
鮭孵化場
北海道魚卵孵化事業の原点。サクシュコトニ川をさかのぼってきたサケを捕獲し採卵した。
アメリカ合衆国のマサチューセッツ州から招聘された缶詰製造技師ユーリス・トリートの指導の下、1877年（明治10年）から試験を行った。
花室
開拓使が園芸指導者ルイス・ベーマーに与えたものという。
博物所と同じく、後に北大植物園に移設された。
屯田兵招魂之碑
1878年（明治11年）7月、西南戦争に出陣した屯田兵の戦死者のために建立された。題字は有栖川宮熾仁親王による。
毎年8月2日、3日にはこの碑を中心に招魂祭が執り行われた。この日は仕事や学業を休み、相撲や競馬が奉納されるという、札幌神社例大祭と並んで札幌の2大祭日となっていた。
1907年（明治40年）12月、日露戦争で戦死した札幌連隊区内の軍人たちを合祀するとともに中島公園へ移設。さらにその後1939年（昭和14年）、札幌護国神社へと移された。
開拓記念碑
高さ2.7メートル、幅1.6メートル。本願寺道路開削の際に掘り出された安山岩製。題字は榎本武揚の書によると言われる。
1882年（明治15年）から準備が進められ、1886年（明治19年）9月に建立された。
1899年（明治32年）、大通公園に移設された。
官邸
園内には松本十郎判官の官邸があったといわれる。花木の育成を推奨した松本だけに自らも花を多く植え、その官邸は「お花屋敷」と呼ばれた。
コタン
1935年（昭和10年）5月、高倉新一郎によって公表された、アイヌの能登酉雄が語ったウパシクマ（昔話）によると、かつて石狩川の大洪水から逃れてきたアイヌの一部が後に偕楽園となる地に集落を形成したという。
1882年（明治15年）の「偕楽園図」には各種の施設に混じってアイヌの住宅を意味する「土人家」が描かれているが、これは1879年（明治12年）7月に来訪した香港総督に要請されて造られた復元家屋であり、従事したのは対雁の樺太アイヌであった。
1879年（明治12年）にドイツ人旅行者ゲオルク・シュレジンガーが自国に持ち帰るためアイヌの人骨を盗掘した場所は偕楽園であったことが、2017年（平成29年）の調査で明らかになった。

## ギャラリー

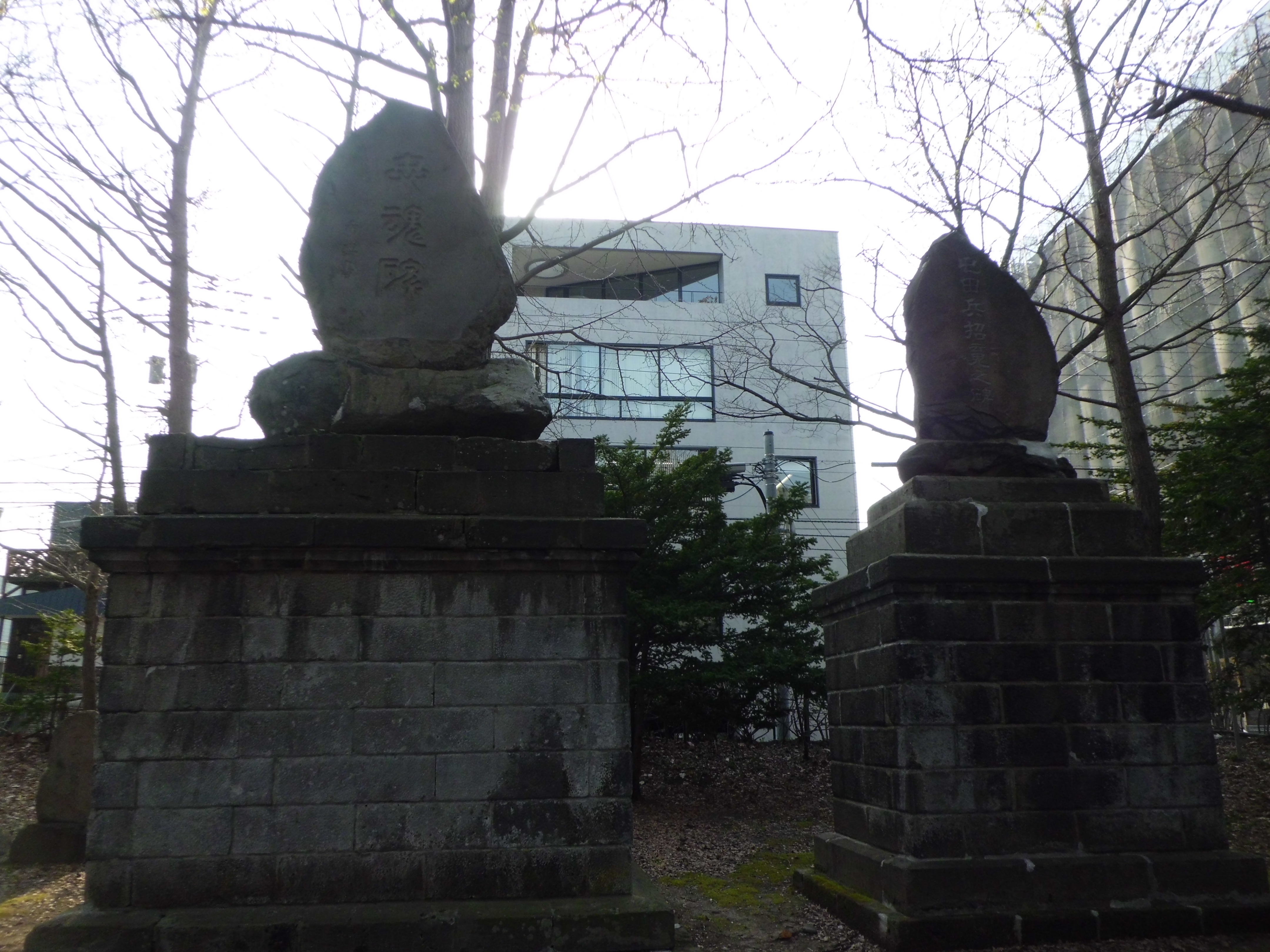
かつて園内にあった屯田兵招魂之碑（右）
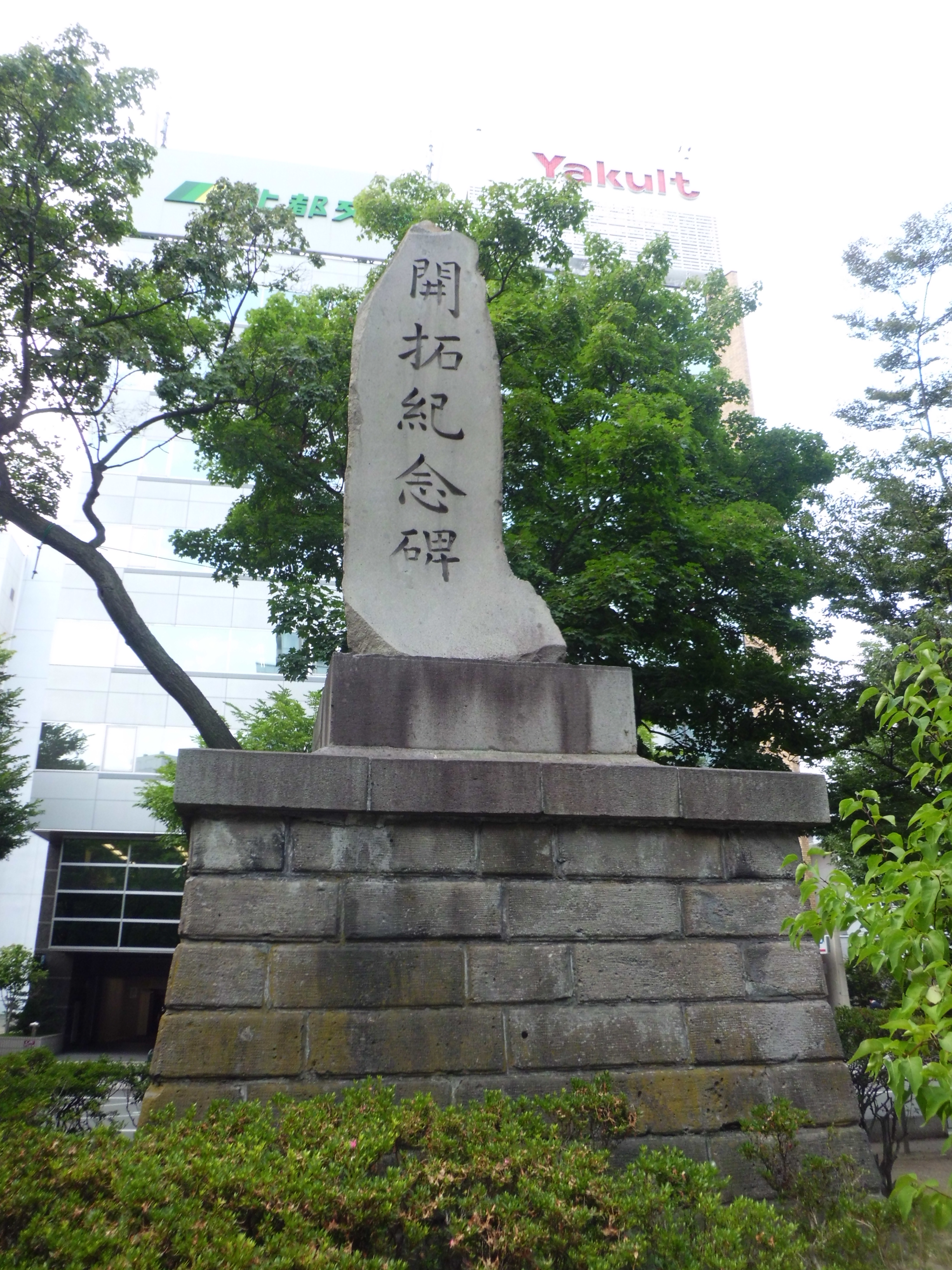
かつて園内にあった開拓記念碑
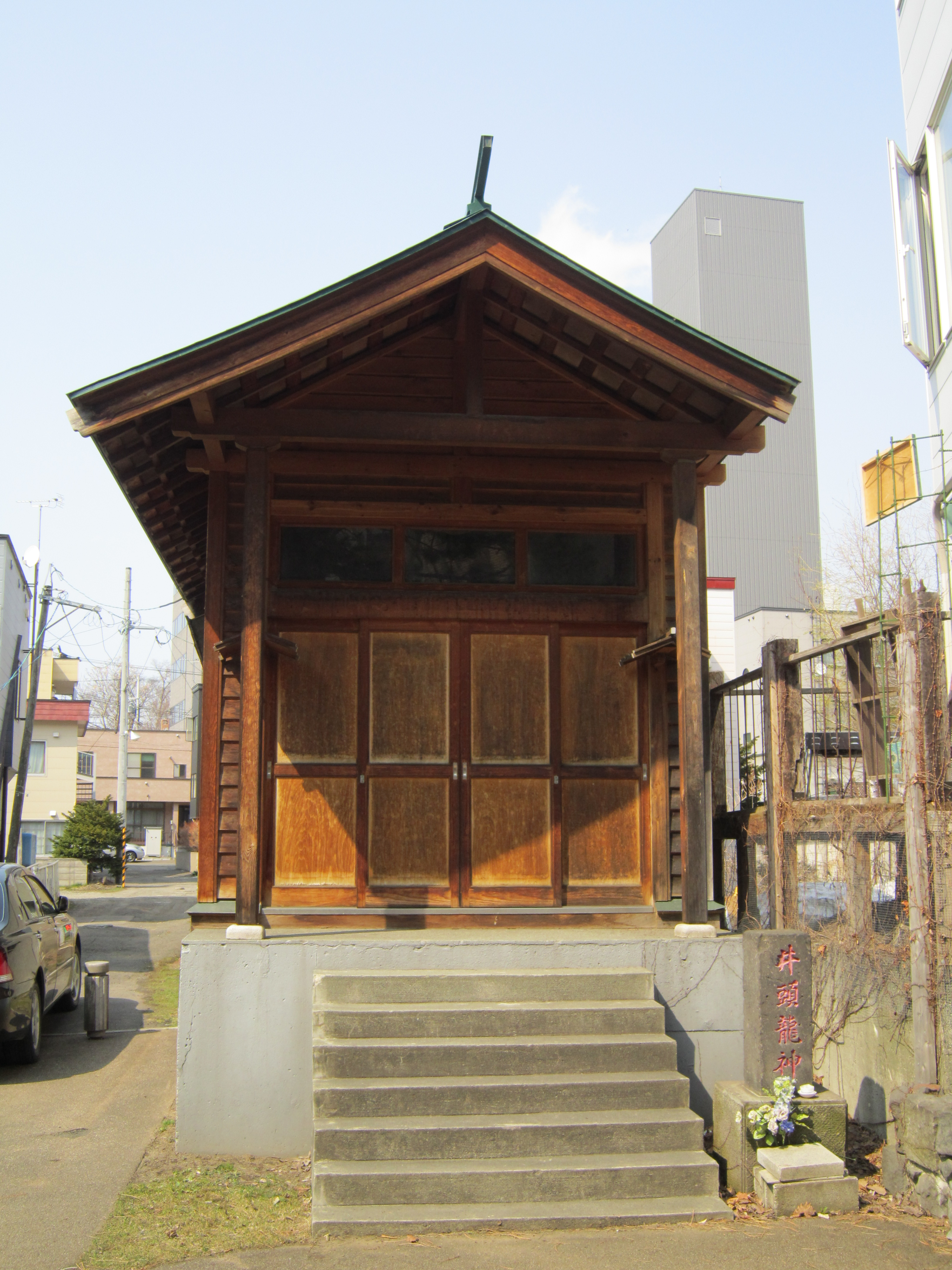
井頭龍神（2017年4月）
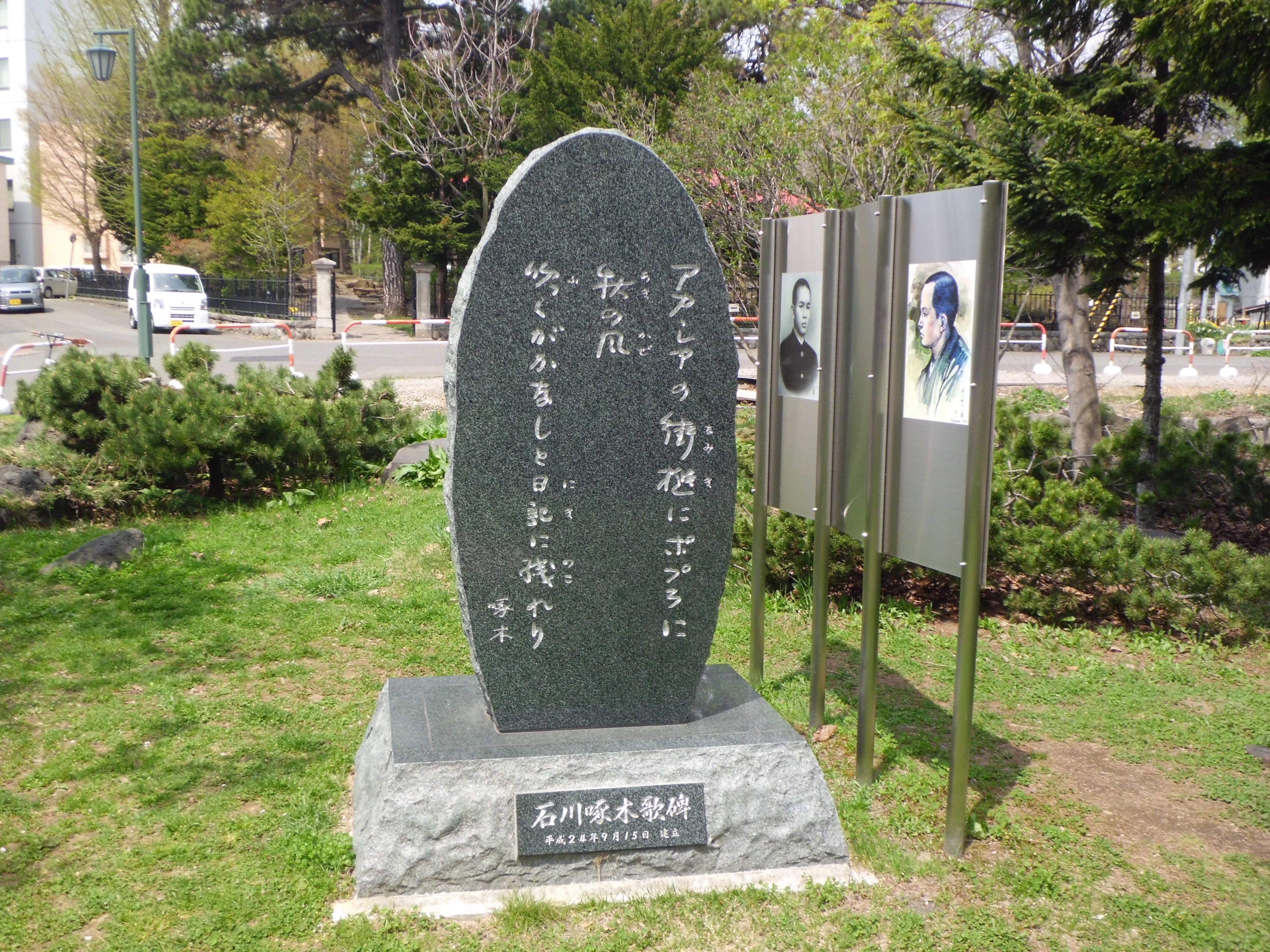
偕楽園緑地の石川啄木歌碑